# Zwierzyniec (góra)
Zwierzyniec – góra o wysokości 412,7 m n.p.m. położona w granicach administracyjnych Wałbrzycha, w bliskim sąsiedztwie Pełcznicy, jednej z dzielnic Świebodzic w województwie dolnośląskim. Znajduje się ona w obrębie Książańskiego Parku Krajobrazowego. Pod względem fizycznogeograficznym położona jest na Pogórzu Wałbrzyskim, wchodzącym w skład makroregionu Pogórza Zachodniosudeckiego w podprowincji Sudety.

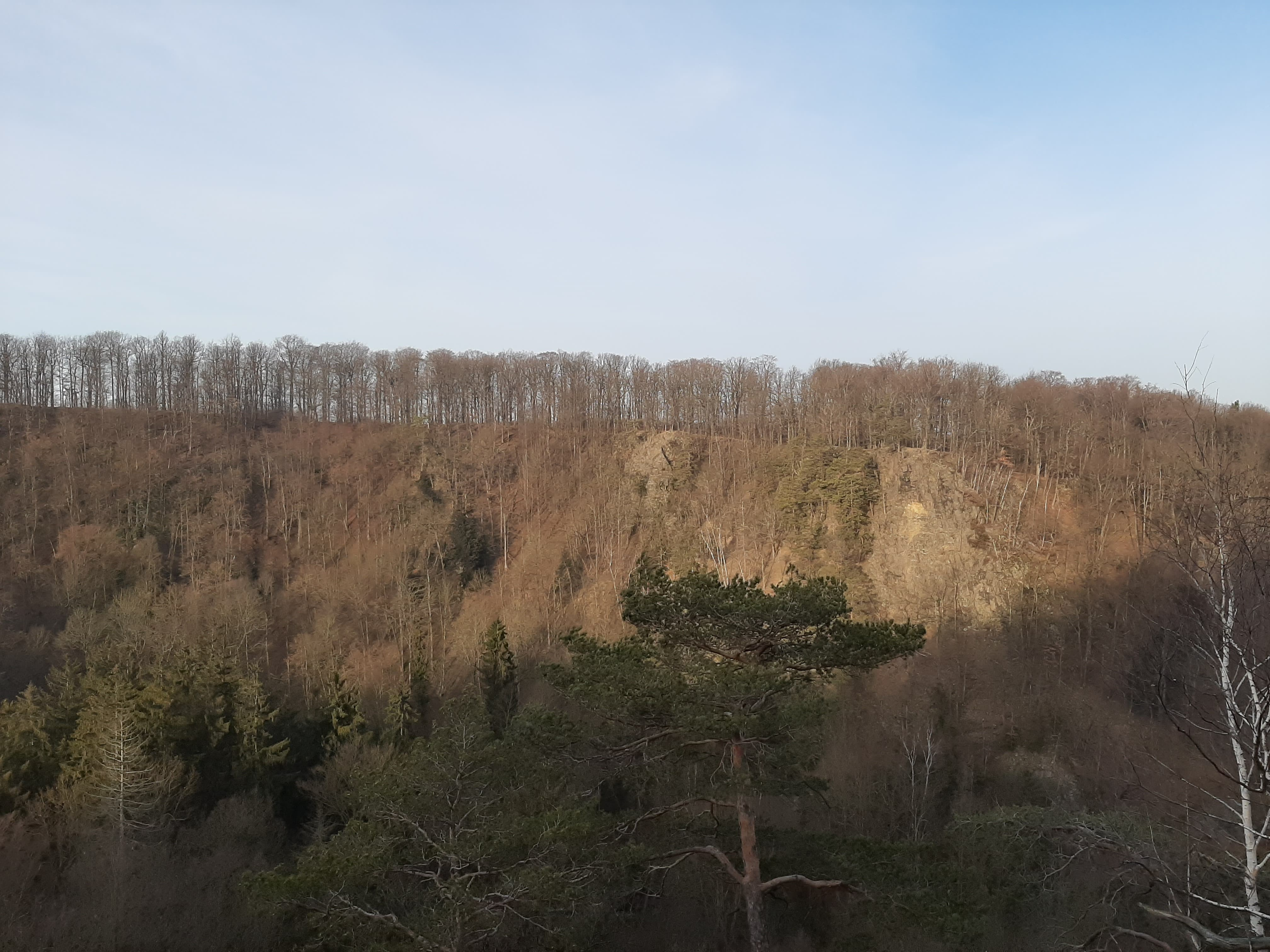
Widok na Zwierzyniec

## Charakterystyka
Szczyt Zwierzyńca jest północnym zakończeniem grzbietu, którego południową kulminacją jest szczyt Borowca Małego. Od zachodu i północy wydzielony jest doliną Czarciego Potoku, a od wschodu doliną Szczawnika, która przebiega wzdłuż malowniczego jaru. Wschodnie zbocza wchodzą w obręb rezerwatu przyrody Przełomy pod Książem koło Wałbrzycha, znajdującego się na terenie obszaru Natura 2000 „Przełomy Pełcznicy pod Książem PLH020020”. W odcinkach przełomowych stoki są strome i częściowo odsłonięte.

### Geologia
Silne ruchy orogenezy waryscyjskiej w środkowym dewonie uformowały depresję Świebodzic, na obszarze której położony jest Zwierzyniec. W depresji kumulowały się osady, które pochodziły z niszczenia wcześniej uformowanego górotworu. W wyniku procesu lityfikacji, ze skumulowanych osadów uformowały się zlepieńce, piaskowce oraz mułowce. Samo wzniesienie zbudowane jest z  dolnokarbońskich zlepieńców gnejsowych i piaskowców.